# Lupinväppling
Lupinväppling (Thermopsis montana) är en ärtväxtart som beskrevs av John Torrey och Asa Gray. Enligt Catalogue of Life och Dyntaxa ingår lupinväppling i släktet lupinväpplingar och familjen ärtväxter. IUCN kategoriserar arten globalt som livskraftig. Arten odlas som prydnadsväxt i trädgårdar och för gröngödsling inom jordbruket. Den är införd från Nordamerika och reproducerar sig i Sverige.

## Underarter
Arten delas in i följande underarter:
- T. m. montana
- T. m. ovata

## Bildgalleri

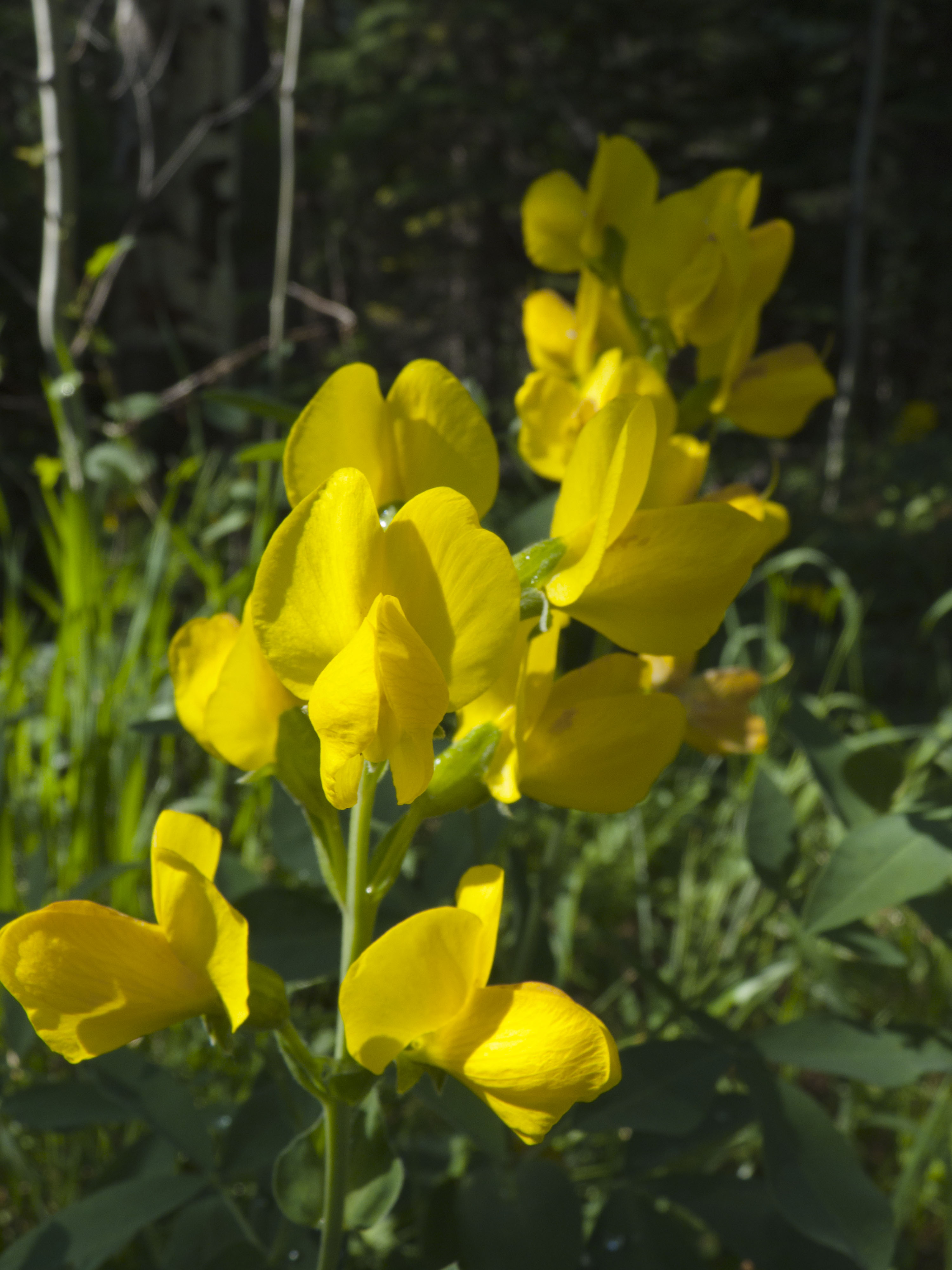
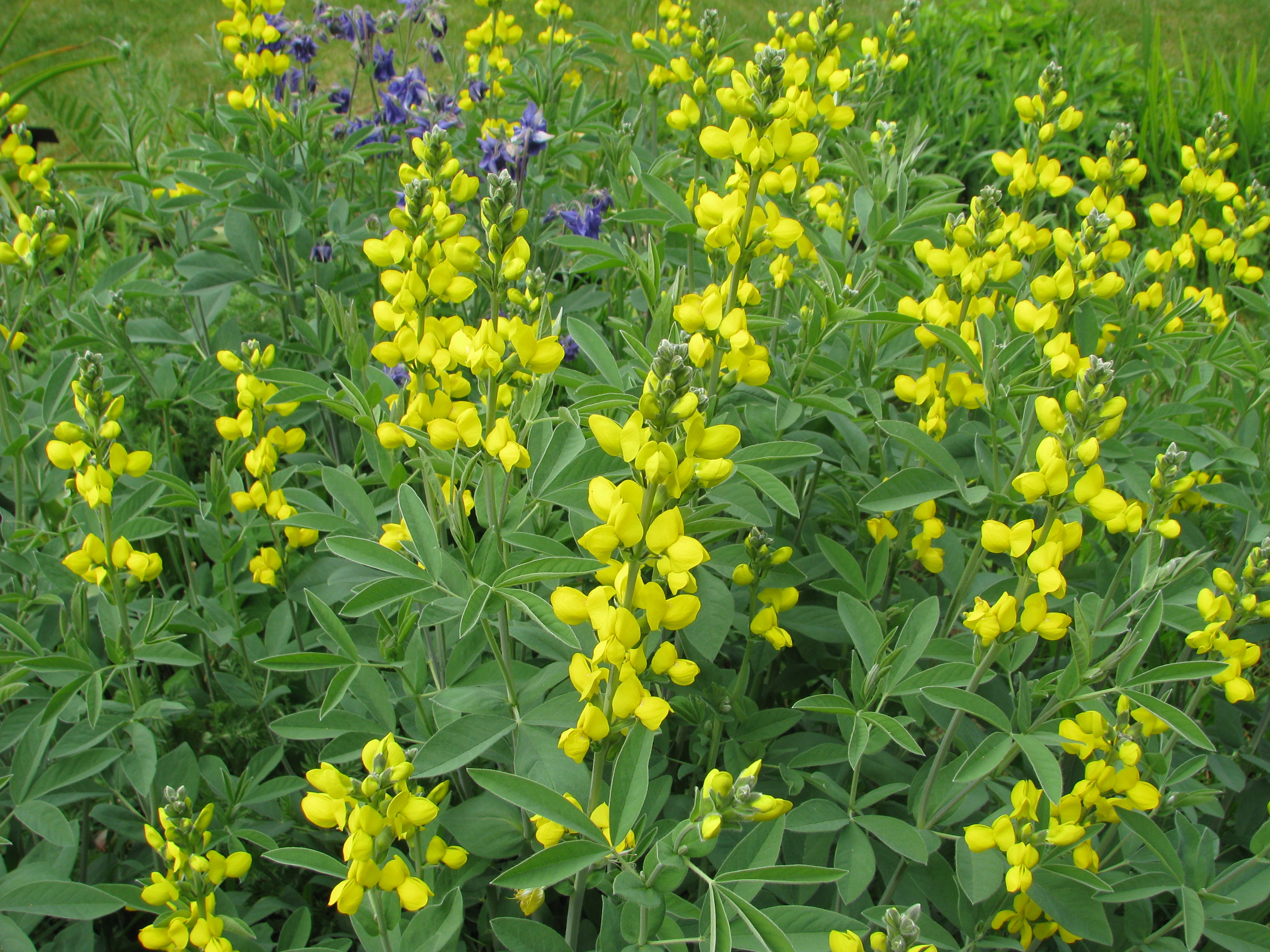
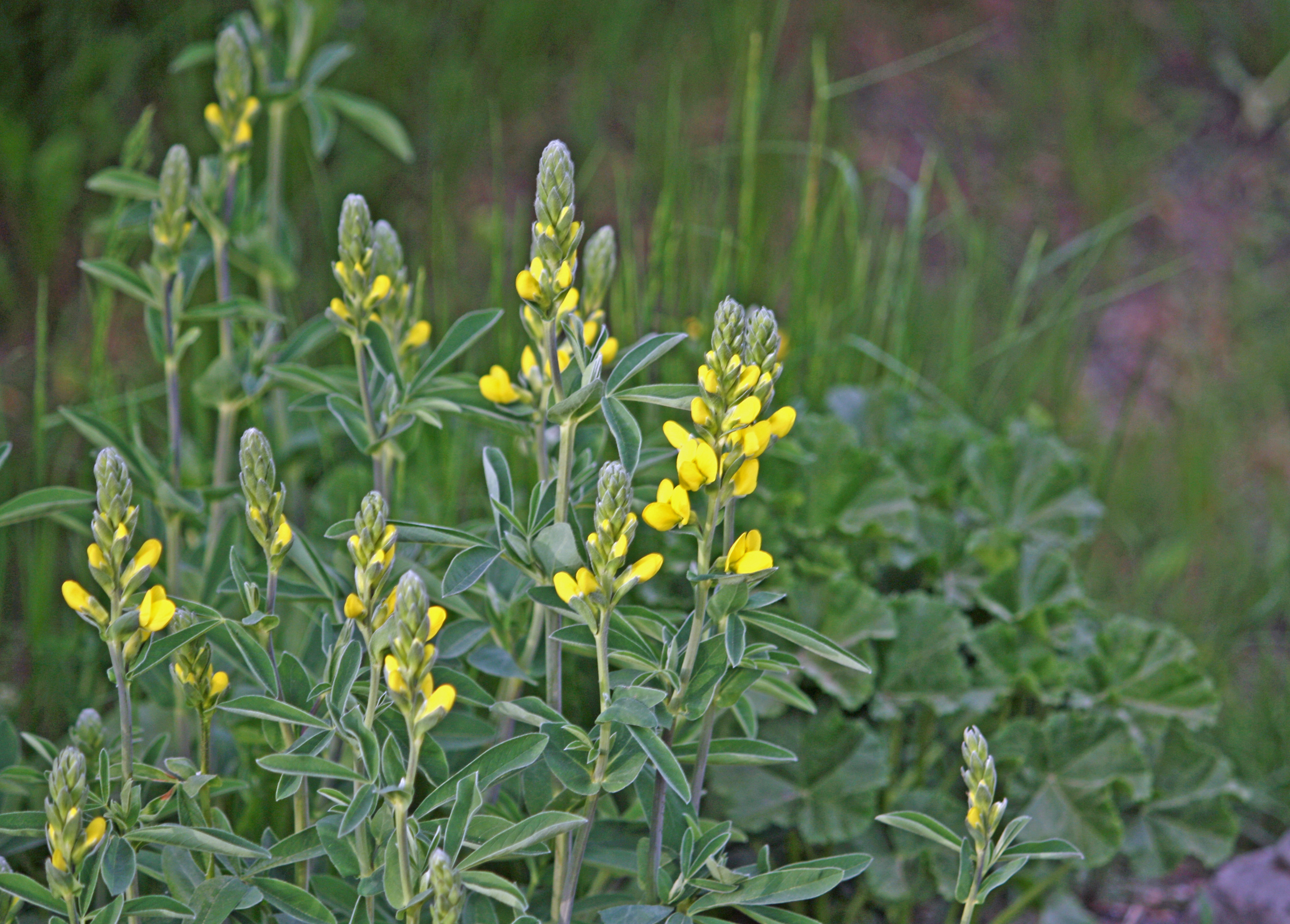
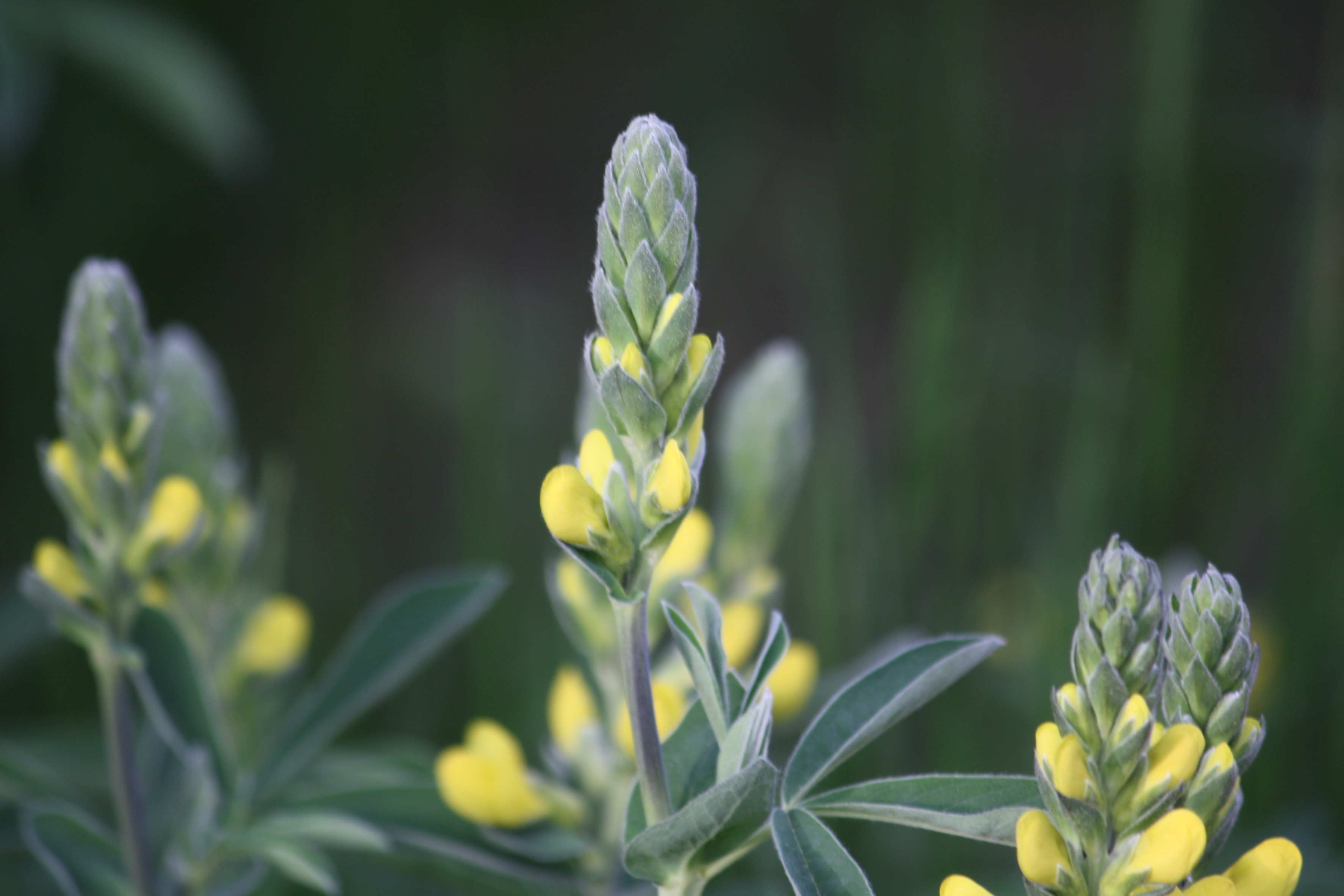